# 1590 års arvförening
1590 års arvförening var överenskommelse om den svenska tronföljden som togs under riksdagen 1590.
Den 7 mars 1590 antog ständerna i Stockholm en ny arvförening, vilken utgjorde en förnyelse av 1544 års arvförenings bestämmelser om agnatisk tronföljd för Johan III:s avkomlingar, med sekundogenitur för brodern Karl och hans manliga efterkommande, men med tillägget att, om hela manslinjen utgick och arvingar av kvinnliga linjen levde, ständerna skulle anamma och bekänna som drottning den "konungadotter, om hon till är, eller ock furstedotter, som då äldst och oförsedd (ogift) är". Tronföljden blev alltså agnatisk-kognatisk.
I vilken ordning prinsessor av olika grenar skulle vara arvsberättigade, nämns inte. Dock bestämdes, att arvsrätt inte skulle åtnjutas av dem, som ingick giftermål med inländsk eller utländsk herre utan ständernas samtycke.
Denna arvförening kom endast att tillämpas på Sigismund, vilken med hela sin ätt skildes från tronen på riksdagen 1600 i Linköping. Därefter kom en ny arvförening till stånd, 1604 års arvförening.